# Walid Abd al-Wahhab
Walid Abd al-Wahhab, Walid Abdel Wahab (ur. 8 września 1984) – egipski lekkoatleta specjalizujący się w rzucie oszczepem.
W 2003 roku sięgnął po swoje pierwsze trofeum zdobywając złoty medal mistrzostw Afryki juniorów. Trzy lata później stanął na najniższym stopniu podium seniorskich mistrzostw Afryki. Czwarty zawodnik igrzysk afrykańskich w 2007 oraz piąty kolejnej edycji czempionatu Czarnego Lądu (2008). Medalista mistrzostw Egiptu, 14 marca 2003 roku wynikiem 68,32 ustanowił nieaktualny już rekord kraju w kategorii juniorów. Po przeprowadzeniu testów dopingowych, 16 kwietnia 2009 w jego organizmie wykryto niedozwolone środki (metandienon), a Egipcjanin został zdyskwalifikowany na dwa lata od 12 maja 2009 do 11 maja 2011 roku. Rekord życiowy w rzucie oszczepem: 77,04 (25 marca 2008, Kair).

## Osiągnięcia
| Rok  | Impreza                     | Miejsce     | Pozycja    | Wynik |
| ---- | --------------------------- | ----------- | ---------- | ----- |
| 2003 | Mistrzostwa Afryki juniorów | Garoua      | 1. miejsce | 61,30 |
| 2006 | Mistrzostwa Afryki          | Bambous     | 3. miejsce | 69,86 |
| 2007 | Igrzyska afrykańskie        | Algier      | 4. miejsce | 67,81 |
| 2008 | Mistrzostwa Afryki          | Addis Abeba | 5. miejsce | 68,61 |